# Forever (Kiss)
Forever è una canzone del gruppo hard rock statunitense Kiss, pubblicata per la prima volta il 5 gennaio 1990 all'interno dell'album Hot in the Shade.

## Il brano
Forever è una power ballad composta da Paul Stanley insieme al cantante Michael Bolton, con il quale Bruce Kulick aveva collaborato prima di entrare nei Kiss. Il brano è stato estratto come singolo il 5 gennaio 1990 insieme al brano The Street Giveth and the Street Taketh Away composto e cantato da Gene Simmons.
Il singolo raggiungerà all'ottava posizione nella Billboard Hot 100, permettendo alla band di riconquistare dopo dieci anni posizioni alte nella classifica (l'ultima volta accadde infatti nel 1979 con il singolo I Was Made for Lovin' You) statunitense.
Per il brano è stato anche realizzato un videoclip nel quale viene presentato, senza make-up, il gruppo suonare la canzone in una grande stanza vuota all'interno della quale ci sono solo gli strumenti e le apparecchiature.

## Tracce
- Lato A: Forever
- Lato B: The Street Giveth and the Street Taketh Away

## Formazione
- Paul Stanley - chitarra acustica, voce
- Eric Carr - batteria
- Bruce Kulick - chitarra elettrica ed chitarra acustica
- [2]

### Collaboratori
- Phil Ashley - tastiere[2]